# Lijst van lhbt-themadagen
Lhbt-themadagen zijn dagen waarop aandacht wordt besteed aan verschillende seksuele voorkeuren en genderidentiteiten. De meeste van deze themadagen vinden hun oorsprong in de Verenigde Staten. In Nederland zijn IDAHOT, Coming-Outdag en Paarse vrijdag het meest bekend onder meer door landelijke activiteiten.  
De bekendste lhbt-themadagen zijn:
| Derde vrijdag in januari   | International Fetish Day                                                |
| 31 maart                   | Internationale Dag van Transgendervisibiliteit                          |
| 6 april                    | Internationale Dag van Aseksualiteit                                    |
| 26 april                   | Lesbian Visibility Day (hieromheen: Lesbian Visibility Week)            |
| 17 mei                     | Internationale Dag tegen Homo-, Bi-, Trans- en Interseksefobie (IDAHOT) |
| 24 mei                     | Pansexual Visibility Day                                                |
| 14 juli                    | International Non-Binary People’s Day                                   |
| 19 augustus                | Transgender Flag Day                                                    |
| 23 september               | Dag van de biseksualiteit                                               |
| 8 oktober                  | International Lesbian Day                                               |
| 11 oktober                 | Coming-Outdag                                                           |
| 22-28 oktober              | Asexual Awareness Week                                                  |
| 26 oktober                 | Intersex Awareness Day                                                  |
| 1 november                 | Trans Parent Day                                                        |
| 13–19 november             | Transgender Awareness Week                                              |
| 20 november                | Internationale Transgender Gedenkdag                                    |
| Tweede vrijdag in december | Paarse Vrijdag                                                          |